# Ткаченко, Александр Евгеньевич
Алекса́ндр Евге́ньевич Ткаче́нко (род. 1 марта 1972, Ленинград) — священнослужитель Русской православной церкви, протоиерей Санкт-Петербургской епархии, настоятель храма Николая Чудотворца и храма Успения Божией Матери, строящегося Свято-Духовского собора в Санкт-Петербурге.
Лауреат Государственной премии РФ в области благотворительной деятельности (2016). Член Общественной палаты Российской Федерации (с 2017 года).
Основатель и генеральный директор первого в России Детского хосписа, руководитель фонда «Круг добра» (с 2021 года).

## Биография
Родился 29 февраля 1972 года в Ленинграде в семье Евгения и Галины Ткаченко. В 1989 году окончил школу № 344 Невского района.
В 1989—1994 годах обучался в Санкт-Петербургской Духовной Семинарии, в 1994—1998 годах — в Санкт-Петербургской Духовной Академии. Во время учёбы в семинарии проходил обучение в медицинских учреждениях США и Великобритании по специальности «Деятельность больничного капеллана».
В 1995 году был рукоположён в сан диакона (служил в приходе Софийского собора Царского Села), в 1997 году — в сан пресвитера и назначен штатным священником Николо-Богоявленского Морского собора. Прослужил здесь до 2003 года, когда стал настоятелем храма в честь Успения Божией Матери на Северном кладбище Санкт-Петербурга.
В 2004—2019 годах — настоятель домового храма Рождества Пророка Предтечи и Крестителя Иоанна Суворовского военного училища (бывшего Пажеского корпуса).
С 2008 года — настоятель строящегося Собора сошествия Св. Духа на Апостолов на ул. Долгоозёрная Санкт-Петербурга.
С 2011 года — настоятель прихода храма Тихвинской иконы Божией Матери села Путилово Кировского района Ленинградской области.
В 2009 году Ткаченко был избран членом епархиального Совета Санкт-Петербургской епархии.
20 марта 2017 года по президентской квоте утверждён членом Общественной палаты Российской Федерации на 2017—2020 годы.
Женат, воспитывает четверых сыновей.

## Деятельность
В 2004 году Ткаченко по приглашению митрополита всей Америки и Канады Германа с официальным визитом посетил США; Ткаченко участвовал в возвращении в Россию чудотворной Тихвинской иконы Божией Матери.
В 2003 году Ткаченко инициировал создание некоммерческого медицинского учреждения «Детский хоспис» в рамках благотворительной деятельности Санкт-Петербургской епархии. Под его руководством группа врачей, медицинских сестёр, психологов и социальных работников выявили группу детей, нуждающихся в паллиативном уходе, и организовали системный уход за ними и членами их семей. В 2007 году на основании постановления Правительства Санкт-Петербурга Ткаченко получил для организации здание бывшего Николаевского сиротского пансиона на территории парка Куракина Дача. Ткаченко разработал основные документы, связанные с организацией оказания детской паллиативной помощи.
1 июня 2010 года состоялось открытие Санкт-Петербургского государственного автономного учреждения здравоохранения «Хоспис (детский)», генеральным директором которого стал Ткаченко.
1 июня 2011 года в посёлке Лахта (Ольгино) Приморского района Санкт-Петербурга Ткаченко открыл второй стационар детского хосписа для детей из других регионов, проходивших лечение в Санкт-Петербурге.
С 2014 года генеральный директор Императорского фонда исследования онкологических заболеваний.
Действительный член Императорского православного палестинского общества (2019).
В январе 2021 года по указу Владимира Путина возглавил фонд поддержки детей с тяжёлыми жизнеугрожающими и хроническими заболеваниями, в том числе редкими (орфанными) заболеваниями «Круг добра».

## Награды
- Орден Почёта (23 июня 2020) за большой вклад в развитие здравоохранения и многолетнюю добросовестную работу[15]
- Государственная премия Российской Федерации (2016 год) — за выдающиеся достижения в области благотворительной деятельности[16]
- Знак отличия «За благодеяние» (Указ Президента РФ от 13 февраля 2014 года, № 74)[17][18][19]
- Благодарность Президента Российской Федерации (2011 год)[20]
- Благодарность Президента Российской Федерации (2011 год)[20]
- Премия Правительства Российской Федерации (2022 год)[21]
- Благодарность Законодательного собрания Ленинградской области (2016 год)[22]
- Знак преподобного Сергия Радонежского (2019 год, Московская область)[23]
- Орден Святителя Луки, архиепископа Крымского III степени (1 марта 2022 год, Русская православная церковь)[24]
- Орден Преподобного Сергия Радонежского III степени (2018 год, Русская православная церковь)[25]
- Орден «За церковные заслуги» III степени (28 июля 2017 года, Православная церковь Молдовы)[26]
- Императорский Орден Святой Анны I степени (2023 год, Российский Императорский Дом)
- Вензелевый знак Главы Российского Императорского Дома Великой Княгини Марии Владимировны I-й степени (2017 год, Российский Императорский Дом)[27]
- Императорская памятная медаль «Юбилей Всенародного подвига. 1613—2013 гг.» (2013 год, Российский Императорский Дом)[28]
- Медаль «За гуманитарные достижения» Австрийского Общества Альберта Швейцера (2013 год)
- Лауреат Международной премии всехвального апостола Андрея Первозванного «За Веру и Верность» (2011 год)[1][29][30]
- Лауреат премии имени Великой княгини Елизаветы Фёдоровны (2019 год, Императорское православное палестинское общество) — за бескорыстное служение делу милосердия, благотворительности и гуманитарного образования молодого поколения[31]